# (309239) 2007 RW10
(309239) 2007 RW10, também escrito como (309239) 2007 RW10, é um quasi-satélite temporário do planeta Netuno. Observado a partir de Netuno, parece ir em torno dele durante um ano netuniano, mas ele realmente orbita o Sol, e não Netuno. Este objeto é classificado com um centauro. Ele possui uma magnitude absoluta de 6,6. Observações feitas pelo Herschel-PACS indicam que o mesmo tem um diâmetro com cerca de 247 km. por isso é improvável que possa ser classificado como um planeta anão, devido ao seu tamanho relativamente pequeno.

## Descoberta
(309239) 2007 RW10 foi descoberto através do Palomar Distant Solar System Survey no dia 9 de setembro de 2007.

## Classificação
No momento da descoberta, este corpo menor foi considerado um troiano de Netuno, mas já não é mais listado como tal. O Jet Propulsion Laboratory classifica (309239) 2007 RW10 como um objeto transnetuniano mas o Minor Planet Center inclui o objeto entre os centauros.

## Órbita
A órbita de (309239) 2007 RW10 tem uma inclinação de 36,2°, um semieixo maior de 30,173 UA e uma excentricidade de 0,299. O seu periélio leva o mesmo a 21,138 UA do Sol e seu afélio a uma distância de 39,208 UA.
Sua inclinação orbital é a maior entre os conhecidos coorbitais de Netuno. É também o maior conhecido objeto preso numa ressonância orbital de 1:01 em movimento médio com qualquer grande planeta.

## Estado orbital dinâmico e evolução a quasi-satélite
(309239) 2007 RW10 está seguindo um ciclo de quasi-satélite em torno de Netuno. O objeto tem sido um quasi-satélite do planeta Netuno para cerca de 12.500 anos e permanecerá nesse estado dinâmico por mais 12.500 anos. Antes do atual estado dinâmico de quasi-satélite, (309239) 2007 RW10 foi um troiano L5 e ele vai voltar a esse estado logo depois de deixar seu caminho atual de quasi-satélite.

## Origem
(309239) 2007 RW10 é um objeto (com excentricidade e inclinação alta) dinamicamente quente que é pouco provável que seja um primordial coorbital de Netuno. Ele provavelmente se originou bem além de Netuno e mais tarde foi temporariamente capturados na comensurabilidade 1:1 com Netuno.